# Liaohua Zhen
Liaohua Zhen (kinesiska: 蓼花镇, 蓼花) är en köping i Kina. Den ligger i provinsen Jiangxi, i den sydöstra delen av landet, omkring 80 kilometer norr om provinshuvudstaden Nanchang. Antalet invånare är 21059. Befolkningen består av 10 028 kvinnor och 11 031 män. Barn under 15 år utgör 22,0 %, vuxna 15-64 år 69 %, och äldre över 65 år 8,0 %.
Genomsnittlig årsnederbörd är 2 294 millimeter. Den regnigaste månaden är maj, med i genomsnitt 338 mm nederbörd, och den torraste är januari, med 74 mm nederbörd.